# Francavilla d'Ete
Francavilla d'Ete è un comune italiano di 906 abitanti della provincia di Fermo nelle Marche.

## Geografia fisica
Francavilla d'Ete sorge sulla cima di un colle, situato tra le valli dei fiumi Fosa e Ete morto. Il nucleo urbano originale è lo stesso che si conserva oggi, con la piazza principale che ha sostituito la struttura dell'antico castello. Il territorio collinare che circonda Francavilla degrada verso il mare ad est e cede il passo alla catena montuosa dei Sibillini ad ovest.

## Storia

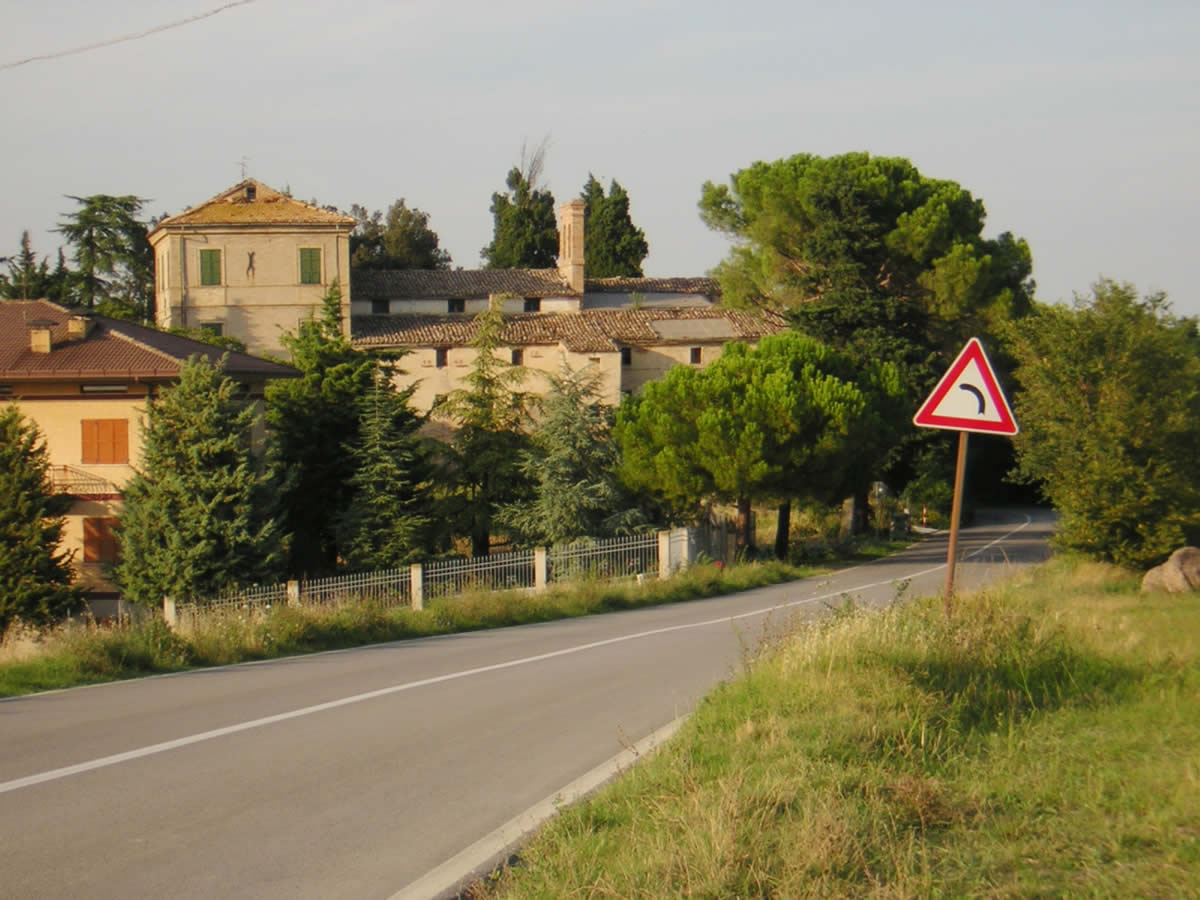
La campagna nei pressi di Francavilla d'Ete, sulla strada provinciale che conduce a Montegiorgio.

Le origini del primo agglomerato urbano sono fatte risalire dalle fonti all'anno 1140, quando le servitù padronali dei Conti di Gualdrama e Montirone fuggirono per nascondersi sul Monte Tiziano, dove ora sorge Francavilla, per dare origine ad un agglomerato libero da servitù, per l'appunto "franco", da cui probabilmente il nome Francavilla.
Il Capitano di Ventura Averardo della Campana la occupò nel 1385 con una milizia di 4.000 fanti e balestrieri, impossessandosi del Castello, la cui originaria struttura ha dato vita all'attuale struttura urbanistica ovoidale della piazza principale. La città di Fermo, al fine di ricondurla sotto la propria giurisdizione, pagò 3.000 ducati e liberò così Francavilla ed il suo castello. Carlo Malatesta la assalì a colpi di bombarde nel 1413.
L'11 settembre 1863, venne aggiunto il suffisso "d'Ete" al nome per diversificarlo da omonime località esistenti in Italia, tale suffisso proviene da Ete morto, che è il nome del piccolo torrente che scorre ai piedi di Francavilla.
Ad oggi Francavilla d'Ete è una cittadina che fa parte della nuova provincia di Fermo. Precedentemente era parte della provincia di Ascoli Piceno, costituendone l'ultimo comune a nord, al confine con la provincia di Macerata.

## Monumenti e luoghi d'interesse
Attualmente il paese conserva resti evidenti di mura e ben tre dei sei torrioni rompitratta originari, oltre ad una porta dell'antico castello. La porta è stata rimaneggiata e trasformata, nelle sue linee originali, tanto da apparire simile ad un arco trionfale settecentesco, munita di lesene e cornici.  Nella chiesa di San Rocco si conservano due affreschi del '500 attribuiti a Vincenzo Pagani. La chiesa di San Pietro è stata progettata nel XIX secolo dall'architetto Giuseppe Sacconi e la sua facciata è parzialmente incompleta.

## Società

### Evoluzione demografica
Abitanti censiti

### Lingue e dialetti
La popolazione di Francavilla, a causa della collocazione geografica del territorio comunale, a cavallo tra la provincia di Ascoli Piceno e quella di Macerata e a ridosso dell'Appennino, parla un dialetto particolarmente complesso e le cui inflessioni subiscono l'influenza del maceratese, dell'ascolano, del sambenedettese e dell'umbro. Studi di linguistica trovano un filone comune tra i dialetti del basso marchigiano, dell'Umbria meridionale e della Valle Latina. Attualmente la popolazione più giovane utilizza un linguaggio solo parzialmente aderente al dialetto tradizionale. La popolazione più anziana conserva invece la tradizione del dialetto puro, che risulta di difficile comprensione. In ogni caso negli ambiti familiari, al contrario di molte altre realtà nazionali, è ancora molto diffuso l'uso del dialetto, a prescindere dall'estrazione sociale ed economica.

## Geografia antropica
Fa parte dell'Area Vasta n. 4 di Fermo, dell'Azienda Sanitaria Unica Regionale delle Marche (A.S.U.R. Marche).

### Suddivisioni storiche
Il territorio di Francavilla è suddiviso per consuetudine in contrade:
I - San Carlo
La contrada San Carlo comprende il territorio del Centro storico.
II - Madonnetta
La contrada Madonnetta comprende il territorio nei pressi del cimitero comunale.
III - Crocifisso
La contrada Crocifisso comprende il territorio a valle di Francavilla, in direzione di Macerata, dove è presente una piccola chiesa dal nome omonimo.
IV - Gabbiano
La contrada Gabbiano comprende un territorio periferico del paese, lungo la provinciale che conduce a Montegiorgio e nel territorio che confina con il comune di Mogliano.

## Economia
Ancora forte è nel territorio di Francavilla la presenza di aziende agricole, prevalentemente a carattere familiare, ma che negli anni hanno saputo affacciarsi a mercati più ampi. L'industria calzaturiera, dopo la forte crisi degli anni passati, ha visto ridimensionata la sua presenza nel territorio, pur costituendo ancora un'importante fonte di reddito. In ogni caso Francavilla, pur essendo un centro molto piccolo, racchiude nel suo territorio importanti aziende che producono scatole cartone ondulato, carta da macero, prodotti derivati dall'allevamento del bestiame e sono presenti notevoli imprese edili.

## Amministrazione
| Periodo         | Periodo         | Primo cittadino    | Partito              | Carica  | Note        |
| --------------- | --------------- | ------------------ | -------------------- | ------- | ----------- |
| 27 giugno 1985  | 19 maggio 1990  | Dante Mazzaferro   | Democrazia Cristiana | Sindaco | [ 5 ]       |
| 19 maggio 1990  | 5 novembre 1993 | Maurizio Scarpecci | Democrazia Cristiana | Sindaco | [ 5 ] [ 6 ] |
| 5 novembre 1993 | 24 aprile 1995  | Bruno Falconi      | Democrazia Cristiana | Sindaco | [ 5 ]       |
| 24 aprile 1995  | 14 giugno 1999  | Bruno Falconi      | Lista civica         | Sindaco | [ 5 ]       |
| 14 giugno 1999  | 14 giugno 2004  | Bruno Falconi      | Lista civica         | Sindaco | [ 5 ]       |
| 14 giugno 2004  | 8 giugno 2009   | Andrea Luciani     | Lista civica         | Sindaco | [ 5 ]       |
| 8 giugno 2009   | 26 maggio 2014  | Nicolino Carolini  | Lista civica         | Sindaco | [ 5 ]       |
| 26 maggio 2014  | 26 maggio 2019  | Nicolino Carolini  | Lista civica         | Sindaco | [ 5 ]       |
| 26 maggio 2019  | 10 giugno 2024  | Nicolino Carolini  | Lista civica         | Sindaco | [ 5 ]       |
| 10 giugno 2024  | in carica       | Nicolino Carolini  | Lista civica Il sole | Sindaco | [ 5 ]       |

## Sport
La società sportiva di calcio locale, il Francavilla Football Club, fu fondata nel 1998 e iscritta quell'anno alla Terza Categoria. I colori sociali sono il bianco e il rosso, come il gonfalone del comune. Nel 2007 la squadra ha militato nel campionato di Prima Categoria, categoria in cui gioca tuttora. Oltre alla squadra di calcio c'è anche una squadra di calcio a 5, l'ASD Croce Verde Francavilla d'Ete che gioca nel campionato UISP.